# Adenilil-solfato reduttasi
La adenilil-solfato reduttasi è un enzima appartenente alla classe delle ossidoreduttasi, che catalizza la seguente reazione:
AMP + solfito + accettore ⇄ adenilil solfato + accettore ridotto
L'enzima è una ferro-flavoproteina (FAD). Il metil viologeno può agire da accettore.